# 萨拉维内拉
萨拉维内拉，是西班牙加泰罗尼亚巴塞罗那省的一个市镇。总面积21.95平方公里，总人口171人（2013年），人口密度7.8人/平方公里。